# 魏伯斯巴赫河 (卡爾河支流)
50°6′3.44″N 9°6′10.86″E / 50.1009556°N 9.1030167°E

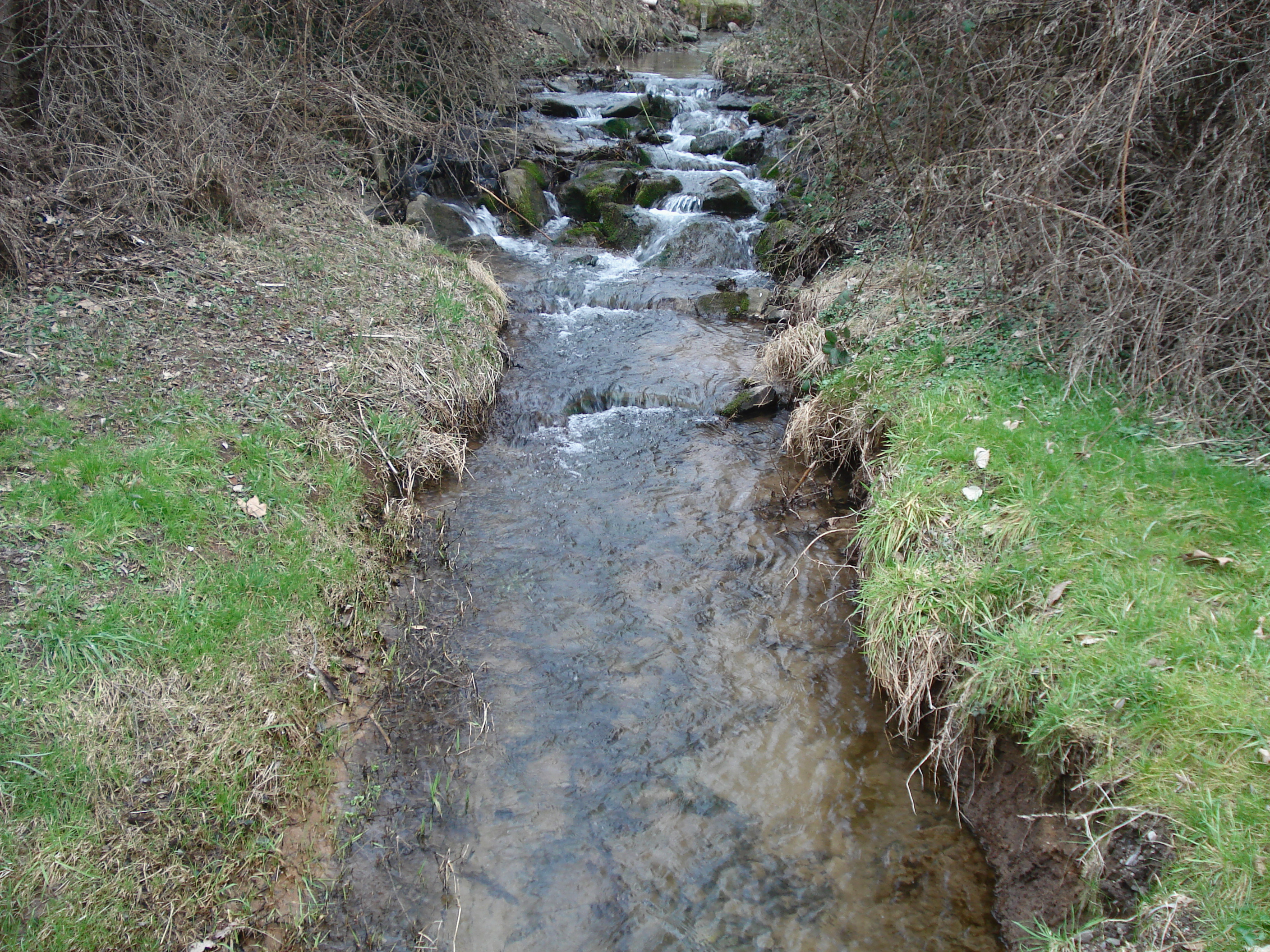

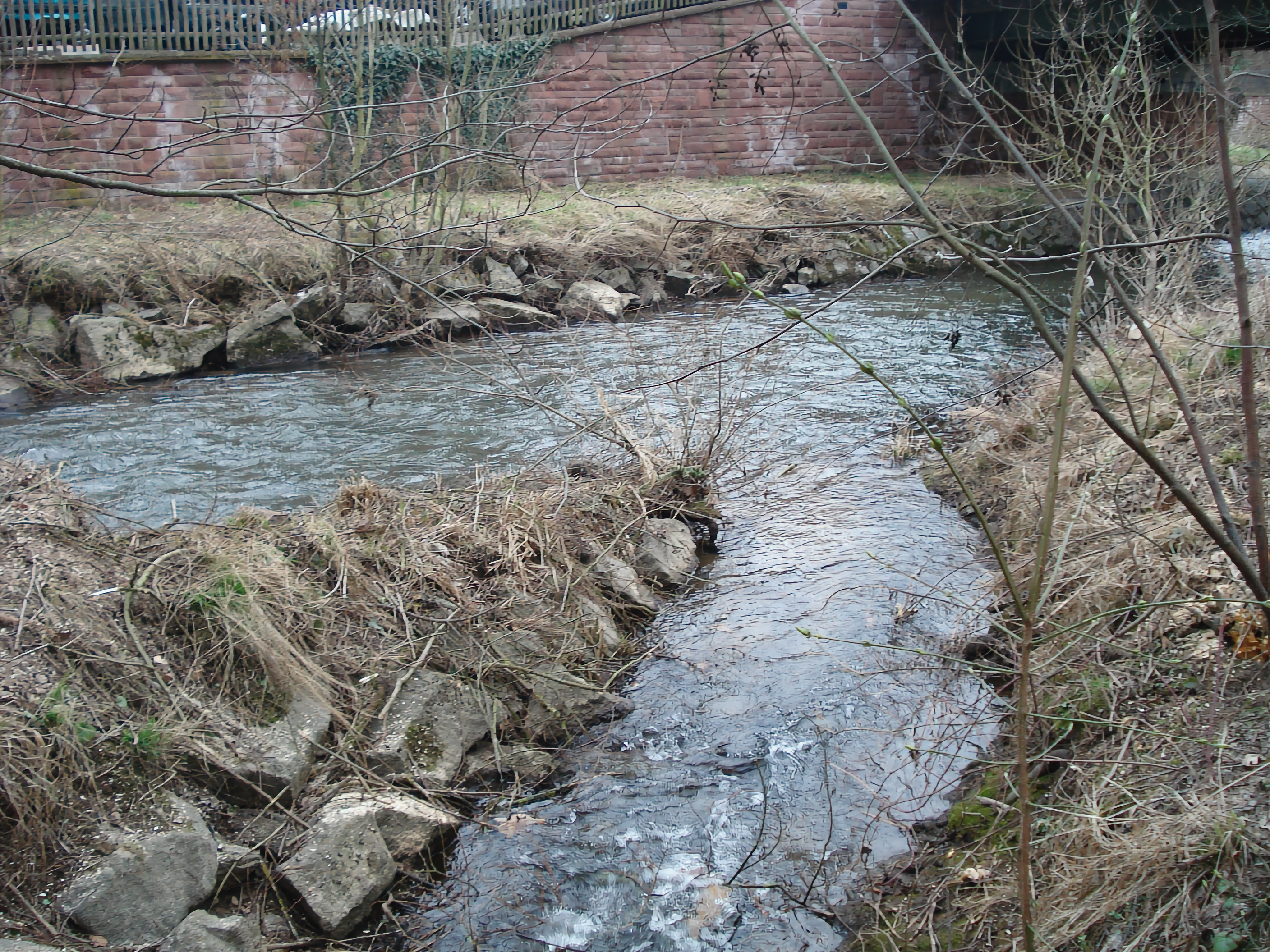

魏伯斯巴赫河（德語：Weibersbach），是德國的河流，位於該國東南部，由巴伐利亞負責管轄，屬於卡爾河的右支流，河道全長2.3公里，流域面積10平方公里。